# Famille de Mandeville
La famille de Mandeville, qui tient son nom du village de Manneville (Seine-Maritime),, est une famille d'importance mineure du duché de Normandie, qui devient une importante famille du baronnage anglo-normand après la conquête normande de l'Angleterre. Plusieurs de ses membres furent gardiens de la tour de Londres et comtes d'Essex. La lignée principale s'éteint en 1191, et le patrimoine passe à Geoffrey FitzPeter (en), par sa femme Béatrice de Mandeville (de Say), héritière du titre de Comte d'Essex.

## Histoire
En 1191, Geoffrey FitzPeter acquiert le patrimoine des Mandeville par sa femme Béatrice. Dès 1199, il réussit à s'assurer le titre de comte d'Essex que portait les Mandeville. Avec l'honneur des Mandeville, il entre en possession de l'une des plus riches baronnies de la fin du XIIe siècle en Angleterre, devant un service de 110 chevaliers, et rapportant plus de 500 £ par an.

## Membres remarquables
(juillet 2025).

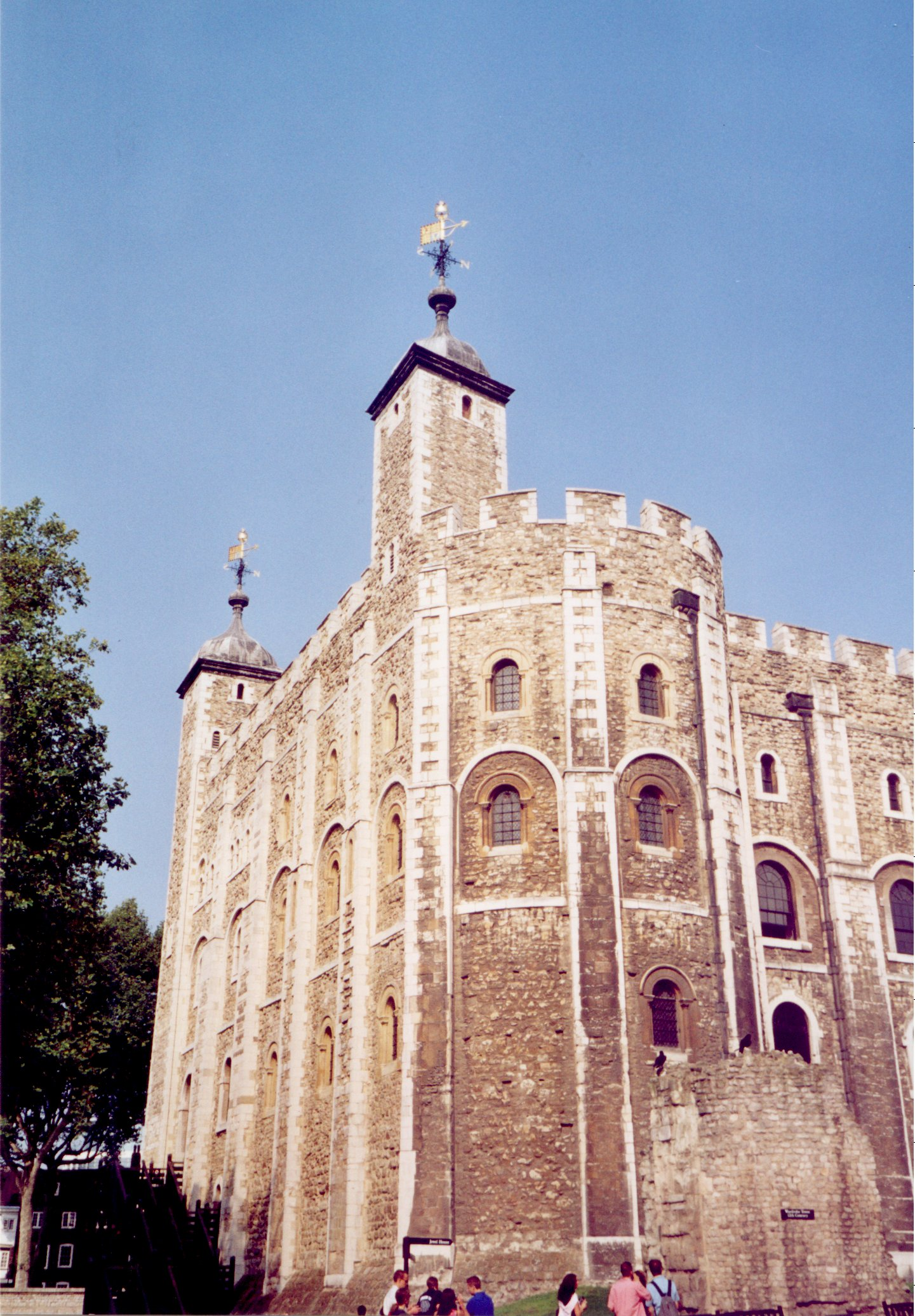
La tour blanche de la tour de Londres.

Geoffroy (I) (mort vers 1100[réf. nécessaire]), lord de Pleshey, est, d'après une charte datant de 1140 pour son petit-fils Geoffrey (II), gardien de la tour de Londres et shérif de Londres, du Middlesex, d'Essex et du Hertfordshire. Après la conquête normande de l'Angleterre, il reçoit de nombreux domaines de Guillaume le Conquérant dans les Home Counties et les Midlands, et en particulier dans l'Essex. Il est un tenant en chef, et ses domaines lui rapportent 740 £ chaque année, ce qui fait de lui le onzième baron le plus riche du royaume. Il épouse Adelise, dont il a au moins deux enfants, Guillaume et Béatrice, puis en secondes noces Lescelina, avec laquelle il semble qu'il n'a pas d'enfants. Son fils Guillaume lui succède et hérite de ses terres. Sa fille Béatrice, quant à elle, épouse Geoffroy, fils naturel d'Eustache II, comte de Boulogne.
Guillaume (I) (mort entre 1105 et 1116), fils du précédent, est gardien de la tour de Londres, et gardien de la première personne emprisonnée en cet endroit pour raisons politiques, Rainulf Flambard. Celui-ci parvient à s'échapper en février 1101, ce qui lui attire les foudres de son suzerain. Il est lourdement mis à l'amende pour son incompétence ou sa complicité, et doit payer une somme exorbitante de 2200 livres sterling,. On ne sait pas si Guillaume était son complice où si la fuite de celui-ci est seulement due à la surveillance laxiste dont il avait fait preuve, mais cet événement décide le roi Henri Ier à lui enlever ses trois seigneuries les plus lucratives, en attendant que l'amende soit payée. Celles-ci sont données à son beau-père Eudes le Sénéchal. On ne sait pas ce qu'il advient de Guillaume par la suite.
Il épouse Marguerite, fille d'Eudes le Sénéchal (Eudo Dapifer), dont il a un fils, Geoffroy II de Mandeville, qui parvient à récupérer les terres de son père.
Geoffrey (II) († 16 septembre 1144), fils du précédent, 1er comte d'Essex, shérif de Londres et gardien de la tour de Londres, puis shérif du Middlesex, d'Essex et du Hertfordshire, est un important baron anglo-normand, l'un des acteurs principaux de la guerre civile connue sous le nom d'Anarchie anglaise qui opposa le roi Étienne d'Angleterre à Mathilde l'Emperesse, pour la couronne d'Angleterre.
Guillaume (II) († 1189), fils du précédent, est le 3e comte d'Essex. Après la mort de son père en 1144, il est élevé à la cour du comte de Flandre. C'est son frère aîné, Geoffroy, qui hérite dans un premier temps du comté d'Essex. Mais ce dernier meurt sans héritier en 1166. Il reçoit alors son héritage. Par son mariage avec Havise (ou Hadevise) d'Aumale, il devient également comte d'Aumale. Il est un des favoris du roi d'Angleterre Henri II, qui le nomme en 1189, peu avant sa mort, justicier d'Angleterre. Il meurt sans descendance.

## Généalogie
Arbre généalogique des principaux membres de la famille, y compris à la suite de l'alliance avec la famille de Say.
```
Geoffrey (I)
│
├─> Béatrice × Godefroy, fils illégitime du comte 
Eustache II de Boulogne

│
└─> Guillaume (I) († 1130)
    × Margaret, fille de 
Eudes le Sénéchal

    │
    ├─> 
Geoffrey
 (II) († 1144), 
1
er
 comte d'Essex
    │   × 
Rohaise
, fille d'
Aubrey II de Vere

    │   │
    │   ├─> Geoffrey (III) († 1166), 
2
e
 
comte
 d'Essex
    │   │
    │   └─> 
Guillaume (II)
 († 1189)
    │       × 
Hawise d'Aumale
, 
comtesse d'Aumale

    │
    └─> Béatrice († 1144)
        × 
Guillaume de Say

        │
        ├─> Guillaume de Say († 1177)
        │   │
        │   └─> Béatrice de Say († 1197)
        │       × 
Geoffrey FitzPeter
 (ou FitzPiers) († 1213), comte d'Essex
        │      │
        │      ├─> Geoffrey (IV) († 1216)
        │      │   × Maud, fille de 
Robert FitzWalter

        │      │   × Isabelle, 
comtesse de Gloucester
, divorcée de 
Jean d'Angleterre

        │      │
        │      ├─> William (III) († 1227)
        │      │   × Christine, fille de 
Robert FitzWalter

        │      │
        │      └─> Mathilde (ou Maude)
        │         × 
Henri de Bohun
, 
1
er
 
comte de Hereford
 → 
voir 
Famille de Bohun

        │
        └─> Geoffrey de Say
```